# Gare d'Étoy
La gare d'Etoy est une gare ferroviaire située sur le territoire de la commune suisse d'Etoy dans le canton de Vaud.

## Situation ferroviaire
Établie à 406 mètres d'altitude, la gare de Saint-Prex est située au point kilométrique 19,35 de la ligne Lausanne – Genève, entre les gares d'Allaman (en direction de Genève) et de Saint-Prex (en direction de Lausanne).
Elle est dotée de deux voies encadrées par deux quais latéraux.

## Histoire
La gare d'Etoy a été construite en 1890 puis complétée par un second abri construit en 1962.

## Service des voyageurs

### Accueil
Gare des CFF, elle est dotée d'abris avec un distributeur automatique de titres de transport par quai. Il y a également un parking-relais de 3 places.
La gare n'est pas accessible aux personnes à mobilité réduite.

### Desserte
La gare fait partie du réseau RER Vaud qui assure des liaisons rapides à fréquence élevée dans l'ensemble du canton de Vaud. Étoy est desservie par les lignes S5 et S6 qui relient respectivement Allaman à Palézieux. Plusieurs relations de la ligne S6 sont prolongées jusqu'à Romont du lundi au vendredi.

### Intermodalité
La gare d'Etoy est en correspondance à l'arrêt Etoy, gare avec la ligne CarPostal 722 reliant la gare d'Etoy à Saint-Livres ainsi que la ligne 724, reliant Allaman à Morges, et la ligne nocturne 792 reliant la gare de Morges à Lully (Vaud), toutes deux exploitées par les Transports de la région Morges-Bière-Cossonay.